# HGST
HGST, Inc. (formalmente Hitachi Global Storage Technologies) es una marca de Western Digital la cual vende productos y servicios, Unidad de disco duros, Unidad de estado sólidos, y almacenamiento externo.

## Historia
La división de discos duros de IBM fue comprada por Hitachi por 2,050 millones de dólares americanos, integrada a sus propias operaciones de HDD y lanzada al mercado el 6 de enero de 2003. HGST (Hitachi Global Storage Technologies) establece su jefatura en San José, California, Estados Unidos. La división de almacenamiento es una de las cinco divisiones claves de Hitachi Ltd.
Otro de los lugares de desarrollo en los Estados Unidos está situado en Rochester, Minesota. En Japón, los sitios del desarrollo están situados en Odawara y Fujisawa.
Actualmente al igual que sus competidores fabrica los modelos de discos con tecnología de grabación perpendicular.
El 8 de marzo de 2012, Western Digital (WD) adquirió Hitachi Global Storage Technologies por 3,900 millones de dólares americanos en efectivo y 25 millones de acciones ordinarias de WD valoradas en aproximadamente 900 millones de dólares americanos. El acuerdo dio como resultado que Hitachi, Ltd. tuviera aproximadamente el 10 por ciento de las acciones de WD en circulación y se reservara el derecho de designar a dos personas para el consejo de administración de WD. Se acordó que WD operaría como WD Technologies y HGST como subsidiarias de propiedad total y competirían en el mercado con marcas y líneas de productos separadas.
En mayo de 2012, WD cedió a los activos de Toshiba que permitían a Toshiba fabricar y vender discos duros de 3,5 pulgadas para los mercados de computadoras de escritorio y electrónica de consumo para satisfacer los requisitos de las agencias reguladoras.
En noviembre de 2013, la compañía anunció una unidad de capacidad de 6 TB relleno de helio. En septiembre del 2014, la compañía anunció una disco de helio de 10 TB, el cual usa shingled magnetic recording para mejorar la densidad.
El 19 de octubre de 2015, Western Digital Corporation anunció una decisión del Ministerio de Comercio de China ('MOFCOM') que le permitió a la compañía integrar partes sustanciales de sus subsidiarias HGST y WD bajo Western Digital Corporation ("Western Digital"), pero debían ofrecer las marcas de productos HGST y WD en el mercado y mantener equipos de ventas propios durante dos años a partir de la fecha de la decisión. Como tal, a partir del 19 de octubre de 2015, HGST pasa a ser una marca de Western Digital y ya no es una entidad separada.

## Productos

### Discos Duros y Dispositivos de Estado Sólido

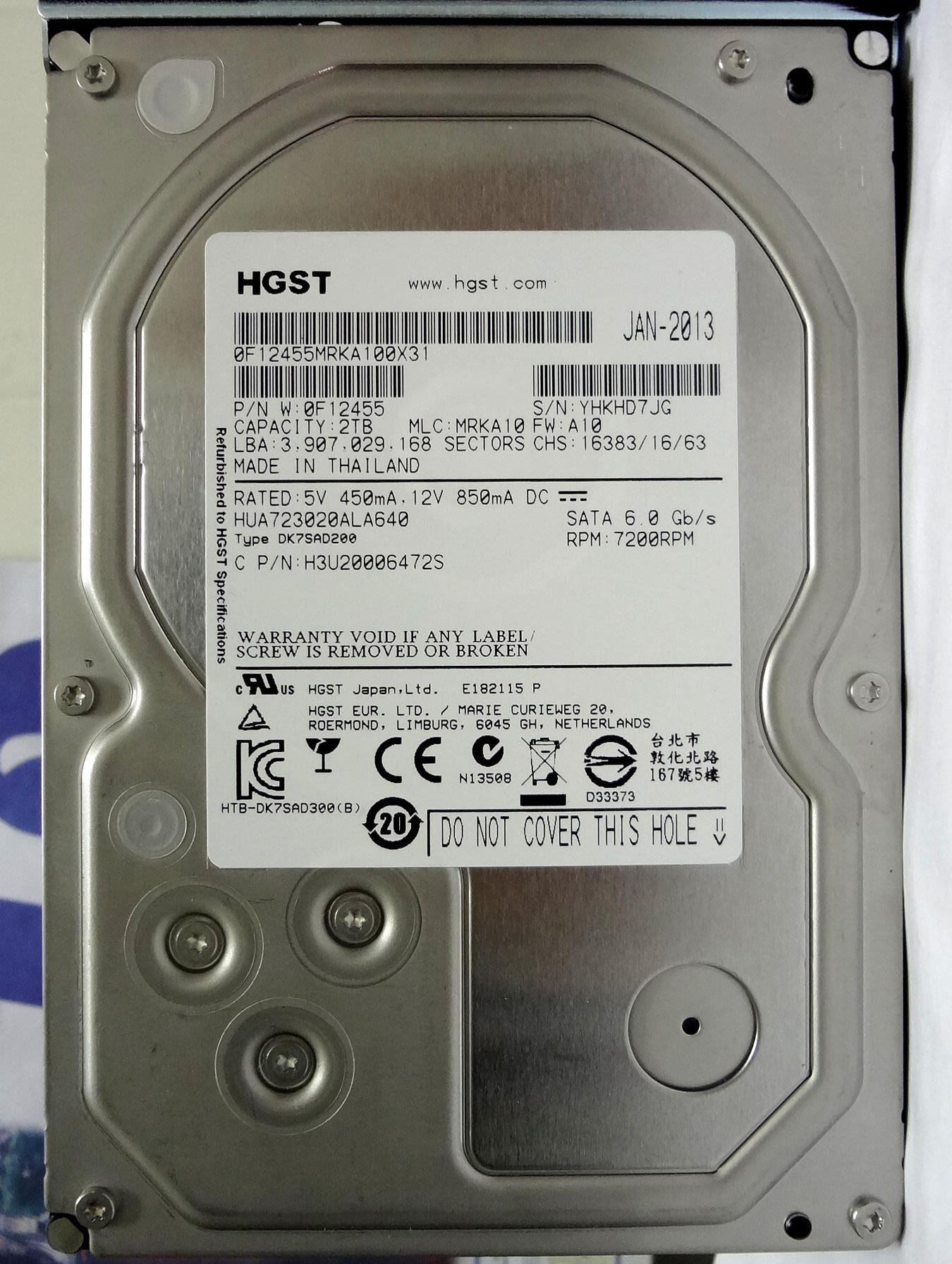
Ultrastar HUA723020ALA640.

- Ultrastar – Enterprise-class línea de 3.5-inch and 2.5-pulgadas HDDs con SCSI, Fibre Channel, SAS, e interfaz SATA; y una línea de 3.5-pulgadas y 2.5-pulgadas Fibre Channel y SSDs SAS.
- Deskstar – Línea de clase-escritorio en formato de 3.5 pulgadas con interfaz SATA.
- Travelstar – Línea de clase-portátil en formato de 2.5 pulgadas con interfaz SATA.
- Endurastar – Línea reforzada en formato de 2,5 pulgadas con interfaces PATA o SATA, principalmente para aplicaciones automotrices.
- Cinemastar – Formato 3,5 pulgadas y 2,5 pulgadas, optimizados para aplicaciones de electrónica de consumo que requieren un funcionamiento silencioso y soporte de transmisión.

### Almacenamiento Externo
- Los productos de LifeStudio, anunciados en 2010 pero ahora suspendidos, eran discos duros externos que combinaban un software de organización de fotos, un panel 3D para mostrar contenido, y conexión para llave USB Flash.[11]
- Los productos de almacenamiento externo G-Technology, adquiridos en 2009,[12] son vendidos a la comunidad Apple Macintosh, incluyendo usuarios de contenido muntimedia como Final Cut Pro y productos profesionales de audio/video digital.
- La familia Touro son productos de copia de seguridad en la nube.

## Modelos
- Ultrastar - Línea Server-class de 2.5 pulgadas, con interfaz SAS y de 3.5 pulgadas, con interfaces Ultra SCSI, Fibre Channel, y SAS.

| Modelo            | Tamaño | Capacidad (GB) | Vel.(rpm) | Interfaz            |
| Ultrastar A7K1000 | 3.5    | 500-1000       | 7200      | SATA                |
| Ultrastar 7K4000  | 3.5    | 2000-4000      | 7200      | SATA                |
| Ultrastar C10K147 | 2.5    | 73-147         | 10000     | SAS                 |
| Ultrastar 15K300  | 3.5    | 73-300         | 15000     | Ultra SCSI, FC, SAS |
| Ultrastar 10K300  | 3.5    | 73-300         | 10000     | Ultra SCSI, FC      |
| Ultrastar 15K147  | 3.5    | 36-147         | 15000     | Ultra SCSI, FC, SAS |

- Deskstar - Línea Desktop-class 3.5 pulgadas con interfaces PATA y SATA.

| Modelo          | Tamaño | Capacidad (GB) | Vel.(rpm) | Interfaz   |
| Deskstar 7K1000 | 3.5    | 750-1000       | 7200      | SATA       |
| Deskstar E7K500 | 3.5    | 500            | 7200      | SATA       |
| Deskstar 7K500  | 3.5    | 500            | 7200      | PATA       |
| Deskstar 7K400  | 3.5    | 400            | 7200      | SATA, PATA |
| Deskstar P7K500 | 3.5    | 250-500        | 7200      | SATA, PATA |
| Deskstar T7K500 | 3.5    | 250-500        | 7200      | SATA, PATA |
| Deskstar T7K250 | 3.5    | 160-250        | 7200      | SATA, PATA |
| Deskstar 7K160  | 3.5    | 80-160         | 7200      | SATA, PATA |
| Deskstar 7K80   | 3.5    | 40-80          | 7200      | SATA, PATA |

- Travelstar - Línea Mobile-class de 2.5 pulgadas y 1.8 pulgadas con interfaces PATA y SATA.

| Modelo            | Tamaño | Capacidad (GB) | Vel.(rpm) | Interfaz        |
| Travelstar C3K80  | 1.8    | 30-80          | 3600      | PATA (ZIF only) |
| Travelstar 7K200  | 2.5    | 80-200         | 7200      | SATA            |
| Travelstar E7K200 | 2.5    | 120-200        | 7200      | SATA            |
| Travelstar 7K100  | 2.5    | 60-100         | 7200      | SATA, PATA      |
| Travelstar E7K100 | 2.5    | 60-100         | 7200      | SATA, PATA      |
| Travelstar 5K500  | 2.5    | 400-500        | 5400      | SATA            |
| Travelstar E5K500 | 2.5    | 400-500        | 5400      | SATA            |
| Travelstar 5K320  | 2.5    | 80-320         | 5400      | SATA            |
| Travelstar 5K250  | 2.5    | 80-250         | 5400      | SATA            |
| Travelstar E5K250 | 2.5    | 80-250         | 5400      | SATA            |
| Travelstar E5K160 | 2.5    | 60-160         | 5400      | SATA, PATA      |
| Travelstar 5K160  | 2.5    | 40-160         | 5400      | SATA, PATA      |

- Endurastar - Línea Ruggedized de 2.5 pulgadas con interfaz PATA, para aplicaciones de uso extremo, tanto a altas como bajas temperaturas.

| Modelo           | Tamaño | Capacidad (GB) | Vel.(rpm) | Interfaz |
| Endurastar J4K50 | 2.5    | 30-50          | 4200      | PATA     |
| Endurastar N4K50 | 2.5    | 30-50          | 4200      | PATA     |
| Endurastar J4K30 | 2.5    | 20-30          | 4200      | PATA     |
| Endurastar N4K30 | 2.5    | 20-30          | 4200      | PATA     |

- Microdrive - de 1 pulgada con conectores para interfaces PATA, CE-ATA, ATA en MMC, CF+ Type II, e IDE.

| Modelo         | Tamaño | Capacidad (GB) | Vel.(rpm) | Interfaz                 |
| Microdrive 3K8 | 1      | 6-8            | 3600      | PATA, CE-ATA, ATA on MMC |
| Microdrive 3K6 | 1      | 3-6            | 3600      | CF+ Type II, IDE         |

- Cinemastar - 3.5 pulgadas y 2.5 pulgadas, optimización para consumidores de aplicaciones electrónicas, con interfaces SATA y PATA.

| Modelo            | Tamaño | Capacidad (GB) | Vel.(rpm) | Interfaz   |
| CinemaStar 7K1000 | 3.5    | 750-1000       | 7200      | SATA       |
| CinemaStar P7K500 | 3.5    | 250-500        | 7200      | SATA, PATA |
| CinemaStar 7K500  | 3.5    | 250-500        | 7200      | SATA, PATA |
| CinemaStar 7K160  | 3.5    | 80-160         | 7200      | SATA, PATA |
| CinemaStar C5K250 | 2.5    | 80-250         | 5400      | SATA       |
| CinemaStar C5K160 | 2.5    | 80-160         | 5400      | SATA       |

## Competidores
- Iomega
- Fujitsu
- Quantum Corporation
- Maxtor Corporation - Actualmente parte de Seagate
- Seagate
- Samsung
- Toshiba